# Georg Cantor
Georg Ferdinand Ludwig Philipp Cantor (ur. 3 marca 1845 w Petersburgu, zm. 6 stycznia 1918 w sanatorium w Halle) – niemiecki matematyk, profesor Uniwersytetu w Halle, laureat Medalu Sylvestera za rok 1904.
Cantor to pionier teorii mnogości, w której m.in. wprowadził ogólne pojęcie mocy zbioru, udowodnił nieprzeliczalność zbioru liczb rzeczywistych przez rozumowanie przekątniowe, wykazał też ogólniejsze twierdzenie Cantora oraz sformułował hipotezę continuum.

## Życiorys
Studiował w Darmstadt, Zurychu i Getyndze. Doktorat obronił w 1867 roku w Berlinie. Do jego nauczycieli należeli: Karl Weierstraß, Ernst Eduard Kummer oraz Leopold Kronecker. Uczył w berlińskim gimnazjum i ponad trzydzieści lat był profesorem uniwersytetu w Halle (Saale). Był zaprzyjaźniony z Richardem Dedekindem.
Cantor miał znaczący udział w tworzeniu podwalin nowoczesnej matematyki. W szczególności uchodzi za twórcę teorii mnogości. Ζmarł 6 stycznia 1918 na skutek zawału serca.

## Dzieło
Pierwsze prace Cantora dotyczyły teorii liczb. Do stworzenia teorii mnogości doprowadziły go prowadzone przez niego badania dotyczące szeregów trygonometrycznych. Cantor zetknął się w nich z nieskończonymi zbiorami punktów i zwrócił uwagę na ich paradoksalne własności. Zauważył między innymi, że między każdym odcinkiem leżącym na prostej, a tą prostą istnieje wzajemnie jednoznaczna odpowiedniość. Zagadnienia te doprowadziły Cantora do wprowadzenia pojęć równoliczności i mocy zbioru (liczby kardynalnej) – obecnie podstawowych terminów w teorii mnogości.
Stosunkowo później Cantor podał następującą definicję zbioru:

Zbiorem jest spojenie w całość określonych rozróżnialnych podmiotów naszej poglądowości czy myśli, które nazywamy elementami danego zbioru.

Obecnie ta definicja nie ma zastosowania – przyjmuje się, że zbiór jest pojęciem pierwotnym.
Kilkanaście lat życia Cantor poświęcił rozwijaniu teorii mnogości, a w tym koncepcji liczb pozaskończonych. Odkrył, że zbiory nieskończone mogą być różnej wielkości – w szczególności odkrył pojęcie przeliczalności i pokazał za pomocą rozumowania przekątniowego, że zbiór liczb naturalnych nie jest równoliczny ze zbiorem liczb rzeczywistych.
Cantor przez długi czas starał się udowodnić hipotezę continuum (jak się okazało w latach 60. XX w. – jego wysiłki nie mogły przynieść zadowalającego go rezultatu). W ostatnich latach swojej pracy naukowej odkrył pewne paradoksy w teorii mnogości. Długie lata cierpiał na ciężkie depresje (parokrotnie był z tego powodu hospitalizowany). Pod koniec życia zajmował się mistycyzmem – rozwijał koncepcję Absolutnej Nieskończoności, którą utożsamiał z Bogiem. Z powodu choroby i niemożności uniknięcia paradoksów zaprzestał publikowania prac naukowych.
Początkowo większość współczesnych Cantorowi matematyków odnosiła się do jego badań bardzo krytycznie (zwłaszcza Leopold Kronecker). Obecnie jednak jego wyniki są nie tylko w pełni akceptowane, ale uznawane za przełomowe w historii matematyki. Dzięki nim mogły rozwinąć się między innymi takie jej dziedziny jak topologia i analiza rzeczywista.

## Publikacje
- Über die Ausdehnung eines Satzes aus der Theorie der trigonometrischen Reihen, 1872. (niem.)
- Über die verschiedenen Standpunkte in bezug auf das aktuale Unendliche, 1886. (niem.)
- Über eine elementare Frage der Mannigfaltigkeitslehre, 1890/91. (niem.)
- Beiträge zur Begründung der transfiniten Mengenlehre, 1895-97. (niem.)
- Ex Oriente Lux (dialog), przeł. Tomasz Ososiński, oryg. 1905.

## Upamiętnienia
- Ulica Georg-Cantor-Straße w mieście Halle (Saale)[3]
- Specjalistyczne gimnazium matematyczno-przyrodnicze Georg-Cantor-Gymnasium  w mieście Halle (Saale)[4]
- Stowarzyszenie przyjaciół i mecenasów matematyki i informatyki na Uniwersytecie Marcina Lutra w Halle i Wittenberdze Georg-Cantor-Vereinigung der Freunde und Förderer von Mathematik und Informatik an der Martin-Luther-Universität Halle-Wittenberg e. V.[5]
- Nazwisko Cantora uwiecznia też Medal Cantora – nagroda dla matematyków niemieckojęzycznych.